# Светлая Поляна (Иссык-Кульская область)
Светлая Поляна (кирг. Светлая Поляна) — село в Джети-Огузском районе Иссык-Кульской области Кыргызстана. Административный центр Светлополянского аильного округа. Код СОАТЕ — 41702 210 860 01 0.

## Население
По данным переписи 2009 года, в селе проживало 2185 человек.